# Un souffle
Pour plus de détails, voir Fiche technique et Distribution.
Un souffle (Один вдох) est un film russe réalisé par Elena Khazanova, sorti en 2020,,. Le film s'inspire librement de la biographie de Natalia Molchanova, championne russe d'apnée.

## Synopsis
Marina Gordeeva a quarante uns. Elle vit dans la ville de Voljsk et travaille comme entraîneur dans la section de natation. Enfant, elle se montrait très prometteuse, fut championne, mais a renoncé à la carrière sportive.
Le mari de Marina la quitte. Avec ses enfants, Sacha et Ania, elle part en vacances en Turquie, pour se changer les idées. Là-bas, sur une plage, elle sauve un homme de la noyade en le remontant du fond de l'eau. Parmi les sauveteurs professionnels qui arrivent sur les lieux en même temps, se trouve son compatriote, Ignat, il vient travailler en Turquie pendant la saison de vacances. Impressionné par l'action de Marina, il l'invite à plonger en compagnie d'apnéistes. Au cours de cette séance, Ignat est convaincu que Marina a des capacités exceptionnelles pour les longues plongées libres, il lui suggère de participer au championnat russe d'apnée, qui se tiendra bientôt à Moscou. 
Lors du championnat, Marina laisse ses rivales loin derrière et établit un record russe de la plus longue distance de nage sous l'eau.
Avec ses enfants, Marina déménage à Moscou pour donner des cours dans la section de natation de l'école de réserve olympique et en même temps se consacrer à l'apnée.
Au Championnat d'Europe d'apnée 2004, Marina perd face à la championne en titre Jessica Wright, mais s'apprête à l'affronter de nouveau au Championnat du Monde 2006. Pour pouvoir payer le prix d'engagement à la compétition, Marina participe avec Ignat à la campagne publicitaire d'un fabricant de matériel de plongée dans le Blue Hole. Ignat eprouve de grosses difficultés en remontant à la surface, il meurt le soir même d'une noyade sèche. 
Marina continue à se préparer. Elle est hantée par les souvenirs douloureux concernant son père qui fut son premier entraîneur et qu'elle a surpris, un jour, avec une maîtresse dans les vestiaires de la piscine, après quoi elle n'a plus voulu continuer les entraînements. Un jour, sous l'eau, elle a une vision de son père qui l'aide à remonter, tandis que lui-même reste au fond. De retour à la maison, Sacha et Ania lui annoncent que leur grand-père est décédé.

## Fiche technique
- Titre : Un souffle
- Réalisation : Elena Khazanova
- Scénario : Alena Alova, Andreï Ivanov
- Photographie : Ilia Ovsenev
- Musique : Sergueï Petukhov, Ilia Zalitchenok
- Décors : Ioulia Kronrod
- Montage : Sergueï Ivanov
- Production : Public Opiion
- Genre : drame
- Durée : 100 minutes
- Pays : Russie
- Sortie : 20 mars 2020

## Distribution
- Viktoria Issakova : Marina Gordeeva
- Maxim Soukhanov : Vadim Batiarov
- Vladimir Iaglytch : Ignat Kaverin sauveteur
- Sergueï Sosnovski : le père de Marina
- Vladislav Vetrov : médecin du sport
- Stassia Miloslavskaïa : Ania Gordeeva